# Barsham (Suffolk)

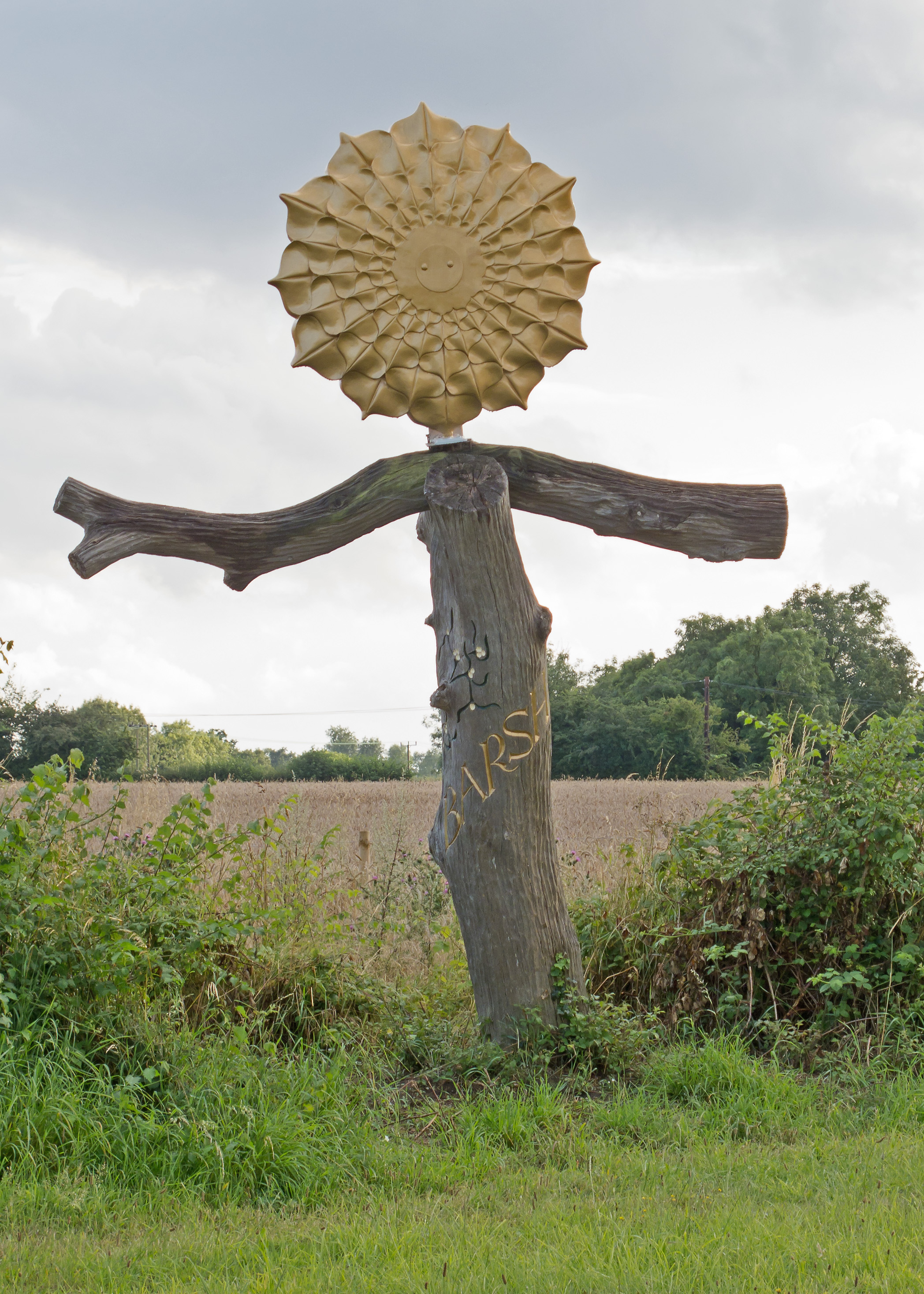
Ortschaftszeichen von Barsham

Barsham ist eine Ortschaft und zugleich eine Gemeinde (Parish) im Vereinigten Königreich. Sie liegt im Distrikt East Suffolk im Nordosten der englischen Grafschaft Suffolk.

## Geographie

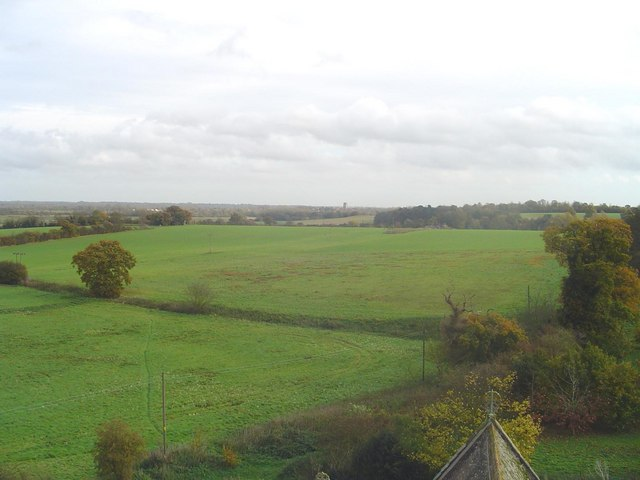
Blick vom Kirchturm in Richtung Beccles

Barsham liegt südlich des Flusses Waveney. Er bildet nicht nur die nördliche Grenze der Gemeinde, sondern zugleich auch die von Suffolk. Benachbarte Gemeinden sind, beginnend im Osten und dann im Uhrzeigersinn, Beccles, Ringsfield, St Andrew, Ilketshall, Shipmeadow, Geldeston und Gillinghall. Die beiden letztgenannten liegen in der Grafschaft Norfolk.
Die Gemeinde liegt im ländlichen Raum zwischen den Kleinstädten Bungay, etwa sechs Kilometer im Westen, und dem unmittelbar angrenzenden Beccles im Osten. Barsham bildete historisch eine Streusiedlung, die sich in einem weiteren Umfeld um die in der Nähe einer Straßenabzweigung gelegene Pfarrkirche gruppierte. In diesem Bereich kamen in späterer Zeit einige Häuser hinzu, wodurch sich Barsham auch zu einer kleinen Ortschaft entwickelte. Etwa 800 Meter südöstlich entstanden entlang eines Weges zu einem Gehöft, der City Farm, rund ein Dutzend weitere Wohnhäuser. Dieser räumlich abgetrennte Weiler trägt den Namen The City. Neben den beiden Siedlungsschwerpunkten umfasst die Gemeinde noch mehrere Einzellagen.
Der größere südliche Teil der Gemarkung wird hauptsächlich ackerbaulich genutzt, der kleinere nördliche aufgrund der durch die Nähe des Flusses bedingten höheren Feuchtigkeit des Bodens und gelegentlichen Überflutungen als Wiesengelände. In diesem Bereich, den Barsham Marshes, findet sich auch eine Reihe von Entwässerungsgräben, die der Verbesserung der Nutzbarkeit dienen. Die Einwohnerzahl lag zum Zeitpunkt der Volkszählung 2011 bei 215, im Jahre 2017 bei geschätzten 231. Die Gemarkungsfläche beträgt etwa 7,3 km², der GSS-Code der Gemeinde lautet E04009484.

## Geschichte

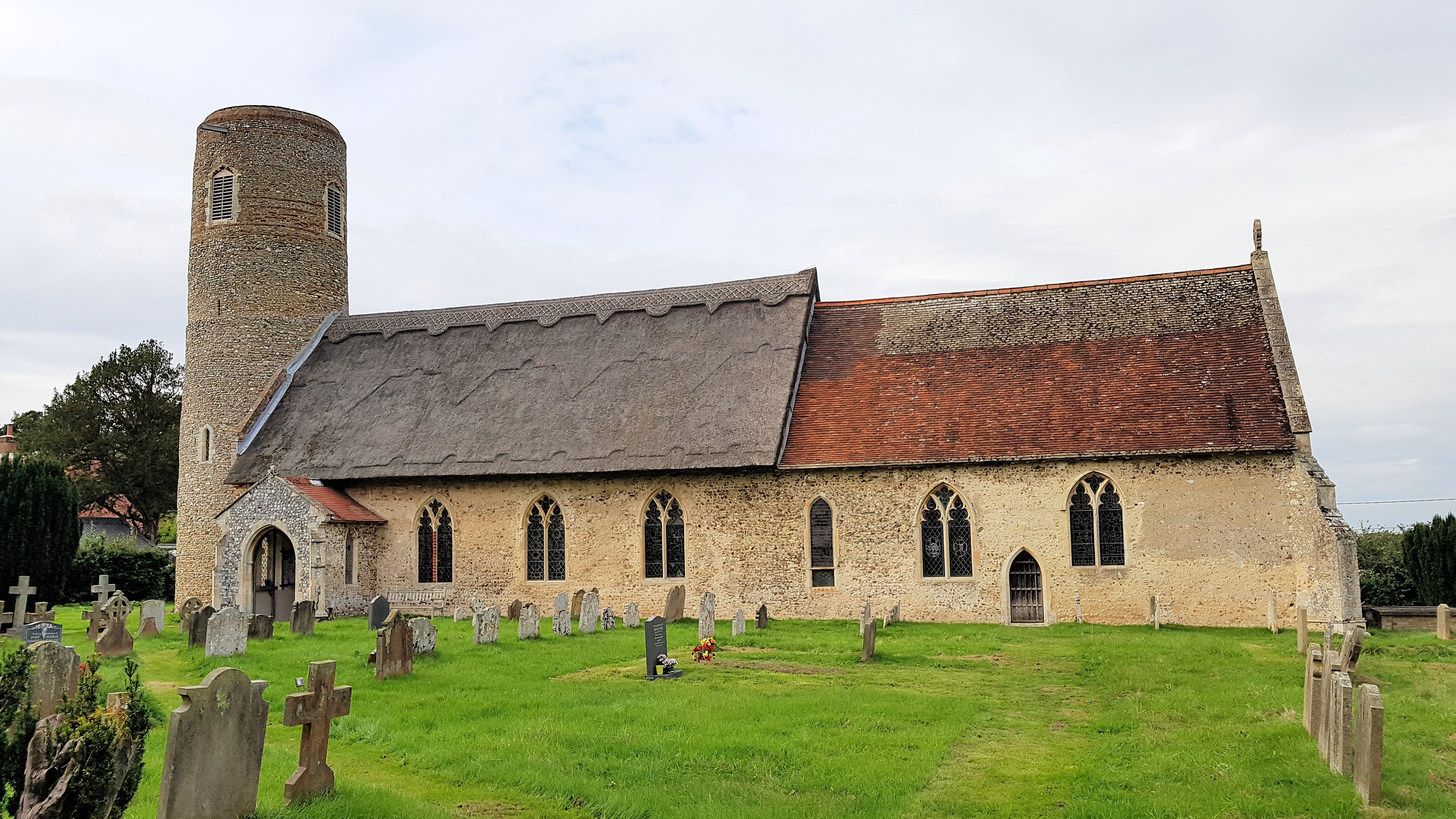
Die Pfarrkirche Holy Trinity

Der Name leitet sich von einem Bewohner namens Bar ab, möglicherweise handelt es sich um einen Spitznamen mit der Bedeutung Eber (englisch boar). Im Domesday Book, entstanden im späten 11. Jahrhundert, wird Barsham, zusammengesetzt aus drei unterschiedlichen Wohnplätzen,  erwähnt.
In Barsham besteht eine eigenständige Kirchengemeinde der Church of England. Deren Dreifaltigkeitskirche Holy Trinity zählt zu den Kirchen mit einem Rundturm, ihr unterster Teil wurde nicht später als im 11. Jahrhundert erbaut.
Ab 1833 wurde in Barsham Unterricht in einer Sonntagsschule angeboten. Eine staatliche Grundschule wurde 1874 errichtet, hinzu kam 1912 eine Vorschule. Zu Beginn der alle zehn Jahre durchgeführten Volkszählungen 1801 lebten 162 Menschen in Barsham. Die Einwohnerzahl blieb auch in der Folgezeit im niedrigen dreistelligen Bereich mit einem Höchstwert von 251 gezählten Bewohnern im Jahre 1901.

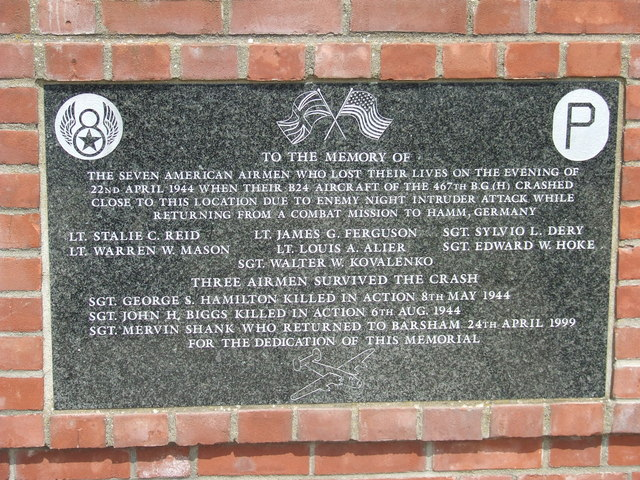
Gedenktafel zum Flugzeugabsturz

Am 22. April 1944 stürzte in Barsham ein Bomber vom Typ B-24 der Luftwaffe der Vereinigten Staaten ab. Die Maschine war auf dem Rückflug von Hamm in Westfalen, wo sie ihre Bombenlast abgeworfen hatte. Von den zehn Besatzungsmitgliedern kamen sieben ums Leben, an das Ereignis erinnert eine Gedenktafel.
In den 1960er Jahren zog eine Reihe von Leuten, die dem Trubel der britischen Hauptstadt entfliehen wollten, aus London in die ländlichen Regionen von Norfolk und Suffolk. Sie vernetzten sich untereinander und 1971 kam die Idee auf, einen Mittelaltermarkt zu organisieren. Dies wurde 1972 in Barsham am Gehöft Roos Hall umgesetzt, es folgten bis 1976 vier weitere, nun am alten Pfarrhaus. Da sich der Name der Ortschaft bis dahin etabliert hatte, fanden 1976 und 1977 jeweils eine Bungay May Fair an der nahegelegenen Burg Mettingham Castle statt, wobei dort Pferde im Mittelpunkt standen. Aus diesen Anfängen entwickelte sich eine über ein Jahrzehnt laufende  Veranstaltungsreihe, die beide Grafschaften umfasste und die unter den Bezeichnungen East Anglian Fairs, später Albion Fairs bekannt wurde. Sie endete 1986 wo sie begonnen hatte, an Roos Hall, mit der Great Desert Fair.

## Politik und Verwaltung

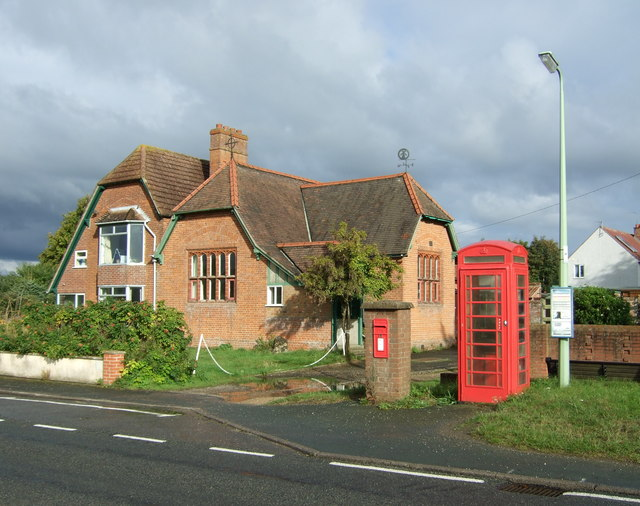
Die Village Hall

Im System der traditionellen Grafschaften Englands zählte die Ortschaft innerhalb Suffolks zur Wangford Hundred, zwischen 1894 und 1934 zum Rural District Wangford und dann zum Rural District Wainford. Mit Inkrafttreten des Local Government Act 1972 im April 1974 ging dieser im Distrikt Waveney auf. Aufgrund der Fusion Waveneys mit Suffolk Coastal liegt Barsham seit April 2019 im Distrikt East Suffolk.
Barsham bildet mit Shipmeadow eine Verwaltungsgemeinschaft in Form eines gemeinsamen Gemeinderates (Combined Parish Council) mit insgesamt vier Mitgliedern. Dessen Sitz, die Village Hall, liegt in Barsham.

## Verkehr
Barsham liegt beidseitig der Landstraße, die von Homersfield über Bungay nach Beccles führt. Ursprünglich als A road klassifiziert, wurde sie in den 1980er Jahren herabgestuft und trägt seither die Bezeichnung B1062. Den regelmäßigen öffentlichen Verkehr deckt eine Omnibuslinie ab, die von Bungay nach Beccles und weiter nach Great Yarmouth verläuft.

## Bauwerke

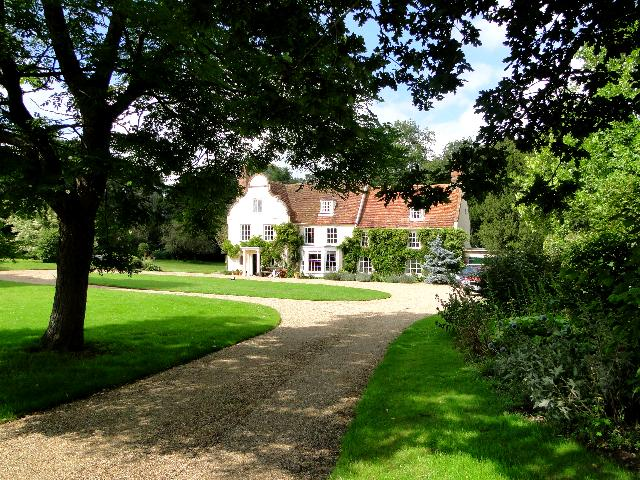
Das alte Pfarrhaus von Barsham

Insgesamt zehn Bauwerke und Anlagen auf dem Gemeindegebiet werden von Historic England als kulturhistorisch bedeutsam angesehen. Davon sind als Listed Building die Kirche Holy Trinity in der Kategorie I, das Country House Ashmans Hall in der Kategorie II* und sieben weitere, darunter das alte Pfarrhaus, in der Kategorie II eingestuft. Hinzu kommt der Burggraben um Barsham Hall, der gemeinsam mit den Überresten eines nahebei gelegenen Gebäudes als Scheduled Monument ausgewiesen ist.

## Personen
- Laurence Echard, geboren um 1670 in Barsham, gestorben 1730; Geistlicher und Historiker[12]
- Catherine Suckling, geboren 1725 in Barsham, gestorben 1767,[13] Mutter von Horatio Nelson[14]
- Alfred Inigo Suckling, geboren 1796, gestorben 1856; Geistlicher, Historiker und Landeskundler, Rektor in Barsham von 1839 bis zu seinem Tode[15]